# Alvia

Участки высокоскоростных железных дорог, которые курсируют по обычным путям, выделены красным цветом, а участки, которые курсируют по высокоскоростным путям, - синим.

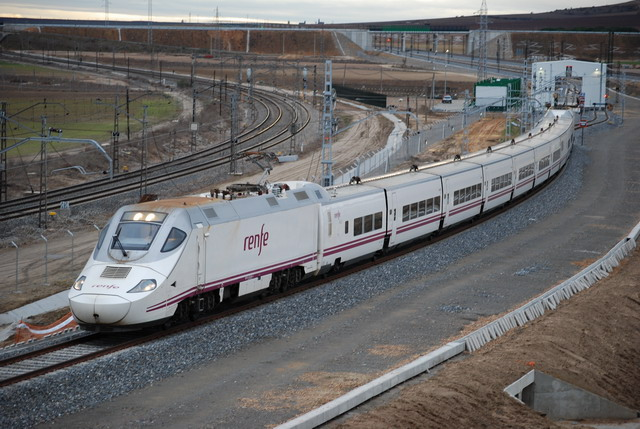
RENFE Class 130 на маршруте Мадрид — Андай.

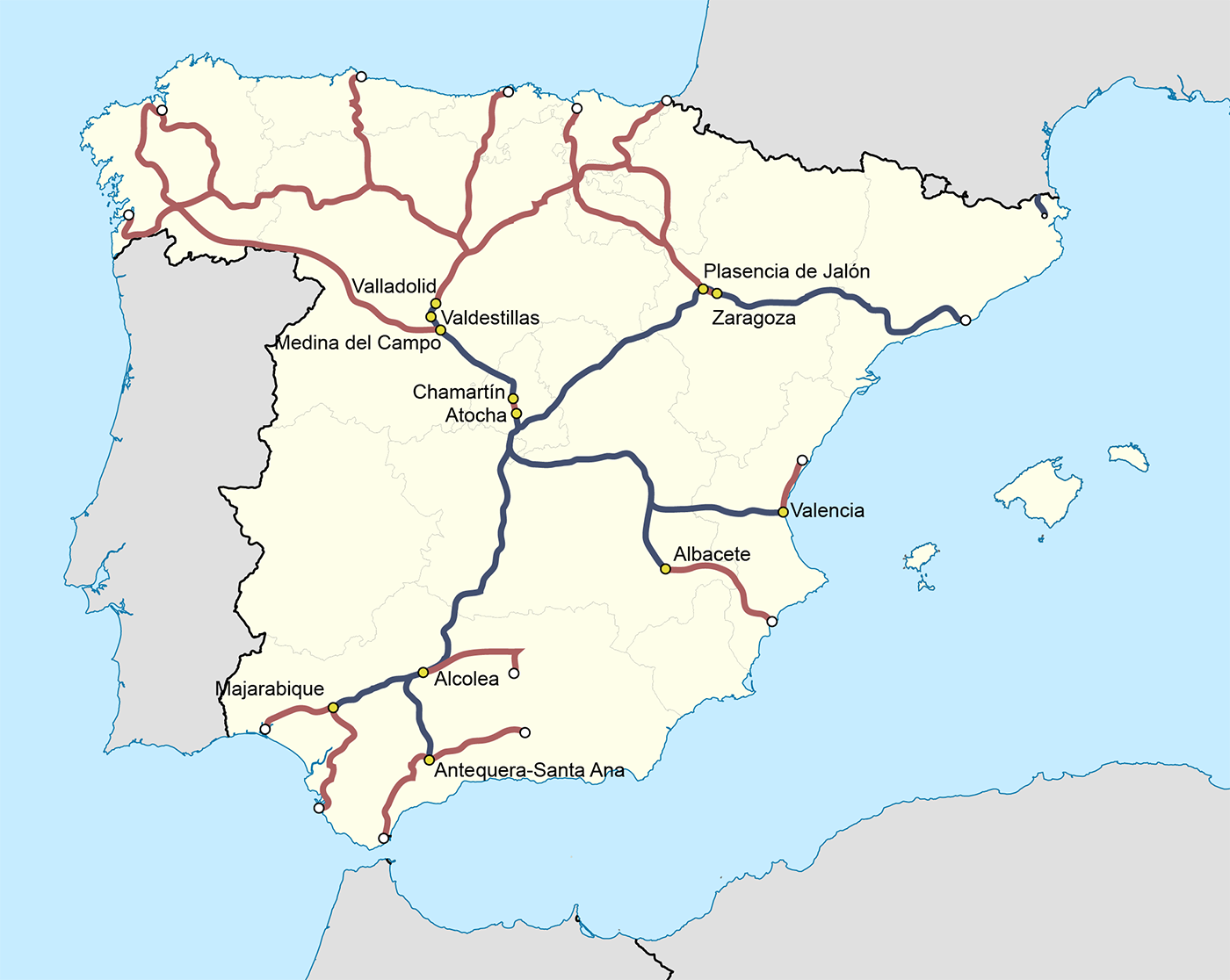
Маршруты на карте Испании с 2011 года.

Alvia — скоростные поезда в Испании.
Эксплуатируется транспорт компанией Национальная сеть железных дорог Испании для дальних перевозок. Используется в основном на иберийской колее (1668 мм), но используется также и европейская (1435 мм). Один из маршрутов пересекает границу с Францией в городе Андай (Атлантические Пиренеи).
С 2009 года используются электропоезда RENFE Class 120 (121) и RENFE Class 130, с 2012 года — ещё и RENFE Class 730. Однако, маршруты не на всём протяжении являются скоростными. На некоторых участках, построенных ещё при правлении Франко, машинисты вынуждены снижать скорость в несколько раз. Это является одной из вероятных причин Железнодорожная катастрофа в Сантьяго-де-Компостела 24 июля 2013 года.